# 斉藤尚武
斉藤 尚武（さいとう なおたけ、1978年12月27日 - ）は、日本の漫画家。茨城県勝田市（現ひたちなか市）生まれ。筑波大学芸術専門学群視覚伝達デザインコース卒業。

## 略歴
- 2004年、「満月と狼」で『週刊少年サンデー』（小学館）の「まんがカレッジ5月期」佳作受賞[1]。
- 2006年、「ハンバーグ」で『週刊少年ジャンプ』（集英社）の「十二傑新人漫画賞」最終候補。
- 2007年、「火繩」で『月刊少年ジャンプ』（集英社）の「第30回新人マンガREDグランプリ」最終候補。
- 2007年、「マオ」で『月刊少年ジャンプ』の「第31回新人マンガREDグランプリ」最終候補。
- 2007年、「ハンマーヘッド」で集英社第73回手塚賞入選受賞。
- 2009年、「カルビ」で『月刊少年ライバル』（講談社）1月号の「月例コミック新人賞」特選受賞。
- 2009年、「NightLight」で『月刊少年ライバル』の「第3回月刊少年ライバル大賞」大賞受賞。
- 2010年、『月刊少年ライバル』1月号にて『アウトライヴ』連載開始。
- 2015年、「モノノケハイブラッド」で『少年ジャンプNEXT!』（集英社）2015vol.4に読切掲載された。
- 2018年、「オーバーキラーギコくん」で『少年ジャンプ+』（集英社）2018年1月4日に読切掲載された。
- 2023年、「グランドワーフ〜町工職人、匠の技で異世界無双〜」がニコニコ静画内「異世界ヤンジャン」と『となりのヤングジャンプ』（集英社）2月14日より連載開始[2]。

## 人物
- 趣味・特技はサッカー。
- 筑波大学芸術専門学群同期の漫画家に、すえのぶけいこ、信濃川日出雄らがいる。１学年先輩にあたる高浜寛とは親交が深く、大学でトークセッションを行ったり（外部リンク参照）同じバンドで活動を行ったりしている。